# Чемпіонат СРСР з хокею із шайбою 1990—1991
45-й чемпіонат СРСР з хокею із шайбою проходив з 2 вересня 1990 року по 19 березня 1991 року. У змаганні брали участь п'ятнадцять команд. Переможцем став клуб «Динамо» Москва. Найкращий бомбардир — Раміль Юлдашев (56 очок).

## Підсумкова таблиця першого етапу
| М  | Команда                       | І  | В  | Н | П  | Ш      | О  |
| -- | ----------------------------- | -- | -- | - | -- | ------ | -- |
| 1  | ЦСКА                          | 28 | 17 | 8 | 3  | 110-67 | 42 |
| 2  | «Спартак» (Москва)            | 28 | 18 | 5 | 5  | 93-51  | 41 |
| 3  | «Динамо» (Москва)             | 28 | 19 | 3 | 6  | 116-63 | 41 |
| 4  | «Крила Рад» (Москва)          | 28 | 17 | 3 | 8  | 103-78 | 37 |
| 5  | «Хімік» (Воскресенськ)        | 28 | 15 | 5 | 8  | 103-78 | 35 |
| 6  | «Динамо» (Рига)               | 28 | 14 | 3 | 11 | 112-80 | 31 |
| 7  | «Торпедо» (Ярославль)         | 28 | 13 | 4 | 11 | 83-80  | 30 |
| 8  | «Сокіл» Київ                  | 28 | 11 | 7 | 10 | 95-85  | 29 |
| 9  | «Торпедо» (Нижній Новгород)   | 28 | 11 | 6 | 11 | 81-93  | 28 |
| 10 | «Торпедо» (Усть-Каменогорськ) | 28 | 10 | 6 | 12 | 78-97  | 26 |
| 11 | «Автомобіліст» (Свердловськ)  | 28 | 9  | 5 | 14 | 74-103 | 23 |
| 12 | «Трактор» (Челябінськ)        | 28 | 9  | 3 | 16 | 68-81  | 21 |
| 13 | «Ітіль» (Казань)              | 28 | 3  | 7 | 18 | 54-95  | 13 |
| 14 | СКА (Ленінград)               | 28 | 3  | 6 | 19 | 72-125 | 12 |
| 15 | «Динамо» (Мінськ)             | 28 | 3  | 5 | 20 | 58-108 | 11 |

## Фінальний раунд
| М  | Команда                       | І  | В  | Н  | П  | Ш       | О  |
| -- | ----------------------------- | -- | -- | -- | -- | ------- | -- |
|    | «Динамо» (Москва)             | 46 | 30 | 8  | 8  | 186-99  | 68 |
|    | «Спартак» (Москва)            | 46 | 27 | 8  | 11 | 163-106 | 62 |
|    | «Крила Рад» (Москва)          | 46 | 28 | 5  | 13 | 170-124 | 61 |
| 4  | ЦСКА                          | 46 | 24 | 13 | 9  | 168-117 | 61 |
| 5  | «Динамо» (Рига)               | 46 | 25 | 5  | 16 | 187-138 | 55 |
| 6  | «Хімік» (Воскресенськ)        | 46 | 22 | 9  | 15 | 146-147 | 53 |
| 7  | «Торпедо» (Ярославль)         | 46 | 17 | 10 | 19 | 131-139 | 44 |
| 8  | «Сокіл» (Київ)                | 46 | 15 | 13 | 18 | 151-149 | 43 |
| 9  | «Торпедо» (Усть-Каменогорськ) | 46 | 14 | 10 | 22 | 130-183 | 38 |
| 10 | «Торпедо» (Нижній Новгород)   | 46 | 14 | 7  | 25 | 115-160 | 35 |

## Склад чемпіонів
| Чемпіон СРСР Динамо Москва | Воротарі: Андрій Трефілов (31 матч), Михайло Шталенков (20), Андрій Карпін (6). Захисники: Сергій Баутін (33), Дмитро Філімонов (45), Дмитро Фролов (46), Олександр Юдін (36), Олександр Карповцев (40), Володимир Крамськой (40), Олег Микульчик (36), Євген Попихін (44), Михайло Татаринов (41), Сергій Сорокін (41), Даріус Каспарайтіс (17), Віктор Глушенков (2). Нападники: Олександр Андрієвський (44), Равіль Хайдаров (45), Ігор Дорофєєв (28), Олександр Гальченюк (44), Равіль Якубов (31), Ян Камінський (25), Ігор Корольов (38), Андрій Ковальов (43), Юрій Леонов (41), Андрій Ломакін (45), Сергій Петренко (43), Олексій Жамнов (46), Олександр Семак (46), Олексій Ковальов (18), Роман Ільїн (14), Андрій Кузьмін (2), Андрій Николишин (2), Дмитро Назаров (1). Тренер: Володимир Юрзінов. |

Нагороди отримали гравці, які провели не менше половини матчів.

## Найкращі бомбардири
| Гравець              | Команда            | М  | Г  | П  | О  | ШХ |
| -------------------- | ------------------ | -- | -- | -- | -- | -- |
| Раміль Юлдашев       | «Сокіл» Київ       | 46 | 36 | 20 | 56 | 10 |
| Олег Знарок          | «Динамо» Рига      | 44 | 24 | 27 | 51 | 58 |
| Павло Буре           | ЦСКА               | 44 | 35 | 11 | 46 | 24 |
| Валерій Каменський   | ЦСКА               | 46 | 20 | 26 | 46 | 66 |
| Сергій Нємчинов      | «Крила Рад» Москва | 46 | 21 | 24 | 45 | 30 |
| Олександр Белявський | «Динамо» Рига      | 46 | 16 | 26 | 42 | 42 |
| Юрій Хмильов         | «Крила Рад» Москва | 45 | 25 | 14 | 39 | 26 |
| В'ячеслав Фандуль    | «Динамо» Рига      | 46 | 26 | 12 | 38 | 10 |
| Олександр Семак      | «Динамо» Москва    | 46 | 17 | 21 | 38 | 48 |
| Валерій Ширяєв       | «Сокіл» Київ       | 44 | 15 | 23 | 38 | 50 |
| Михайло Кравець      | СКА Ленінград      | 53 | 19 | 19 | 38 | 66 |

## Команда усіх зірок
- Воротар: О. Марьїн («Спартак» Москва)
- Захисники: Є. Попіхін («Динамо» Москва) — В. Константинов (ЦСКА)
- Нападники: Павло Буре (ЦСКА) — Олександр Семак («Динамо» Москва) — Валерій Каменський (ЦСКА)

## Призи та нагороди

### Командні
| Нагорода                     | Переможець           |
| ---------------------------- | -------------------- |
| Приз справедливої гри        | «Крила Рад» (Москва) |
| Приз імені Всеволода Боброва | «Динамо» (Рига)      |
| Приз «Гроза авторитетів»     | ЦСКА                 |

### Індивідуальні
| Нагорода                 | Переможець                                                |
| ------------------------ | --------------------------------------------------------- |
| Найкращий хокеїст сезону | Валерій Каменський (ЦСКА)                                 |
| Новачок сезону           | Андрій Трефілов («Динамо» Москва)                         |
| Влучний захисник         | Валерій Ширяєв («Сокіл» Київ)                             |
| Хет-трик                 | Олег Знарок («Динамо» Рига)                               |
| Три бомбардири           | Павло Буре — В'ячеслав Буцаєв — Валерій Каменський (ЦСКА) |

## «Сокіл»
Статистика гравців українського клубу в чемпіонаті:
| Воротарі: Віталий Самойлов — 41 (119п), Сергей Ткаченко — 14 (14п), Юрій Шундров — 5 (16п). Захисники: Валерій Ширяєв — 44 (15+23), Сергій Лубнін — 42 (3+7), Анатолій Доніка — 46 (3+3), Олексій Житник — 46 (1+4), Олександр Годинюк — 19 (3+1), В'ячеслав Тимченко — 30 (1+3), Олег Полковников — 12 (1+1), Олександр Савицький — 36 (0+0), Юрій Гунько — 14 (0+0), Андрій Овчинников — 9 (0+0), Олександр Алексеев — 5 (0+0). Нападники: Раміль Юлдашев — 46 (36+20), Анатолій Найда — 44 (14+10), Дмитро Христич — 28 (10+12), Едуард Валіуллін — 45 (8+11), Василь Василенко — 42 (11+5), Вадим Кулабухов — 43 (8+5), Іван Свинцицький — 46 (5+5), Валентин Олецький — 42 (7+2), Олег Синьков — 41 (5+4), Олексій Трасеух — 43 (4+5), Андрій Сидоров — 42 (7+1), Тод Хаджі — 32 (2+4), Алі Бурханов — 27 (2+3), Олександр Кузьминський — 35 (2+0), Едуард Кудерметов — 10 (2+0), Валерій Ботвинко — 14 (1+0), Іван Вологжанінов — 3 (0+1), Дмитро Підгурський — 8 (0+0), Віктор Куценко — 6 (0+0). Старший тренер — Анатолій Богданов; тренери — Броніслав Самович, Борис Гольцев. |

## Перехідний турнір
| М   | Команда                      | І  | В  | Н | П  | Ш       | О  |
| --- | ---------------------------- | -- | -- | - | -- | ------- | -- |
| 1.  | «Лада» (Тольятті)            | 28 | 23 | 2 | 3  | 158-73  | 48 |
| 2.  | «Трактор» (Челябінськ)       | 28 | 18 | 6 | 4  | 110-72  | 42 |
| 3.  | «Автомобіліст» (Свердловськ) | 28 | 18 | 4 | 6  | 130-89  | 40 |
| 4.  | «Ітіль» (Казань)             | 28 | 17 | 6 | 5  | 93-72   | 40 |
| 5.  | Авангард (Омськ)             | 28 | 12 | 7 | 9  | 90-86   | 31 |
| 6.  | «Динамо» (Мінськ)            | 28 | 12 | 6 | 10 | 90-80   | 30 |
| 7.  | СКА (Ленінград)              | 28 | 12 | 4 | 12 | 105-89  | 28 |
| 8.  | «Динамо» (Харків)            | 28 | 10 | 4 | 14 | 88-103  | 24 |
| 9.  | Кристал (Саратов)            | 28 | 11 | 2 | 15 | 91-109  | 24 |
| 10. | СКА (Хабаровськ)             | 28 | 11 | 0 | 17 | 95-128  | 22 |
| 11. | «Кристал» (Електросталь)     | 28 | 10 | 2 | 16 | 100-118 | 22 |
| 12. | «Сибір» (Новосибірськ)       | 28 | 8  | 5 | 15 | 99-130  | 21 |
| 13. | «Німан» (Гродно)             | 28 | 8  | 2 | 18 | 82-96   | 18 |
| 14. | «Іжсталь» (Іжевськ)          | 28 | 5  | 6 | 17 | 87-130  | 16 |
| 15. | «Автомобіліст» (Караганда)   | 28 | 4  | 6 | 18 | 85-128  | 14 |

| «Динамо» (Харків) |
| Воротарі: Геннадій Ушаков, Олександр В'юхін, Сергій Киряхін, Андрій Малюшенко, Георг Яблуков. Захисники: Олександр Безроднов, Андрій Мажугін, Олег Шаргородський, Володимир Любкін, Борис Михальченко, Анатолій Хоменко, Валерій Салієв, Андрій Бущан, Олександр Печенєв, Олексій Амелін, Сергій Алексєєв, Дмитро Яружко, Олександр Осадчий, Артур Козирєв, Володимир Кошкін, Андрій Загороднєв. Нападники: Євген Аліпов, Геннадій Кожокін, Валерій Чорний, Олексій Вінник, Альфред Юнусов, Олег Власов, Віталій Литвиненко, Владислав Єршов, Костянтин Буценко, Вадим Сливченко, Олександр Іваненко, Олексій Динісін, Анатолій Ковешников, Дмитро Андрєєв, Ігор Самойлов, Вадим Кузнецов, Євген Сиченко, Олег Васильєв, В'ячеслав Холодов. |